# پترا اولی
پترا اولی (به انگلیسی: Petra Olli؛ متولد ۵ ژوئن ۱۹۹۴) کشتی‌گیر آزادکار تیم ملی فنلاند است.
از افتخارات وی می‌توان به کسب مدال طلا وزن ۶۵ کیلوگرم در مسابقات قهرمانی کشتی جهان ۲۰۱۸ و مدال نقره وزن ۵۸ کیلوگرم در مسابقات قهرمانی کشتی جهان ۲۰۱۵ اشاره کرد.